# 의간균류
의간균류는 의간균문(Bacteroidetes)에 속하는 세균 문의 하나이다. 3개의 큰 세균 강으로 구성되어 있으며 토양과 침전물, 해수, 동물의 내장과 피부를 포함한 환경에 널리 분포한다.

## 하위 분류
- 박테로이데스강 (Bacteroidia)
  - 박테로이데스목 (Bacteroidales)
- 키티노파가강 (Chitinophagia)
  - 키티노파가목 (Chitinophagales)
- 키토파가강 (Cytophagia)
  - 키토파가목 (Cytophagales)
- 플라보박테리움강 (Flavobacteriia)
  - 플라보박테리움목 (Flavobacteriales)
- 사프로스피라강 (Saprospiria)
  - 사프로스피라목 (Saprospirales)
- 스핑고박테리움강 (Sphingobacteriia)
  - 스핑고박테리움목 (Sphingobacteriales)